# Panamá en los Juegos Olímpicos de Pekín 2008
Panamá estuvo representado en los Juegos Olímpicos de Pekín 2008 por cinco deportistas, tres hombres y dos mujeres, que compitieron en tres deportes.
La portadora de la bandera en la ceremonia de apertura fue la esgrimidora Jesika Jiménez.

## Medallistas
El equipo olímpico panameño obtuvo las siguientes medallas:
| Nombre          | Deporte   | Competición         |
| --------------- | --------- | ------------------- |
| Oro             |           |                     |
| Irving Saladino | Atletismo | Salto de longitud M |
| Plata           |           |                     |
| —               |           |                     |
| Bronce          |           |                     |
| —               |           |                     |